# 30e Legerkorps (Verenigd Koninkrijk)

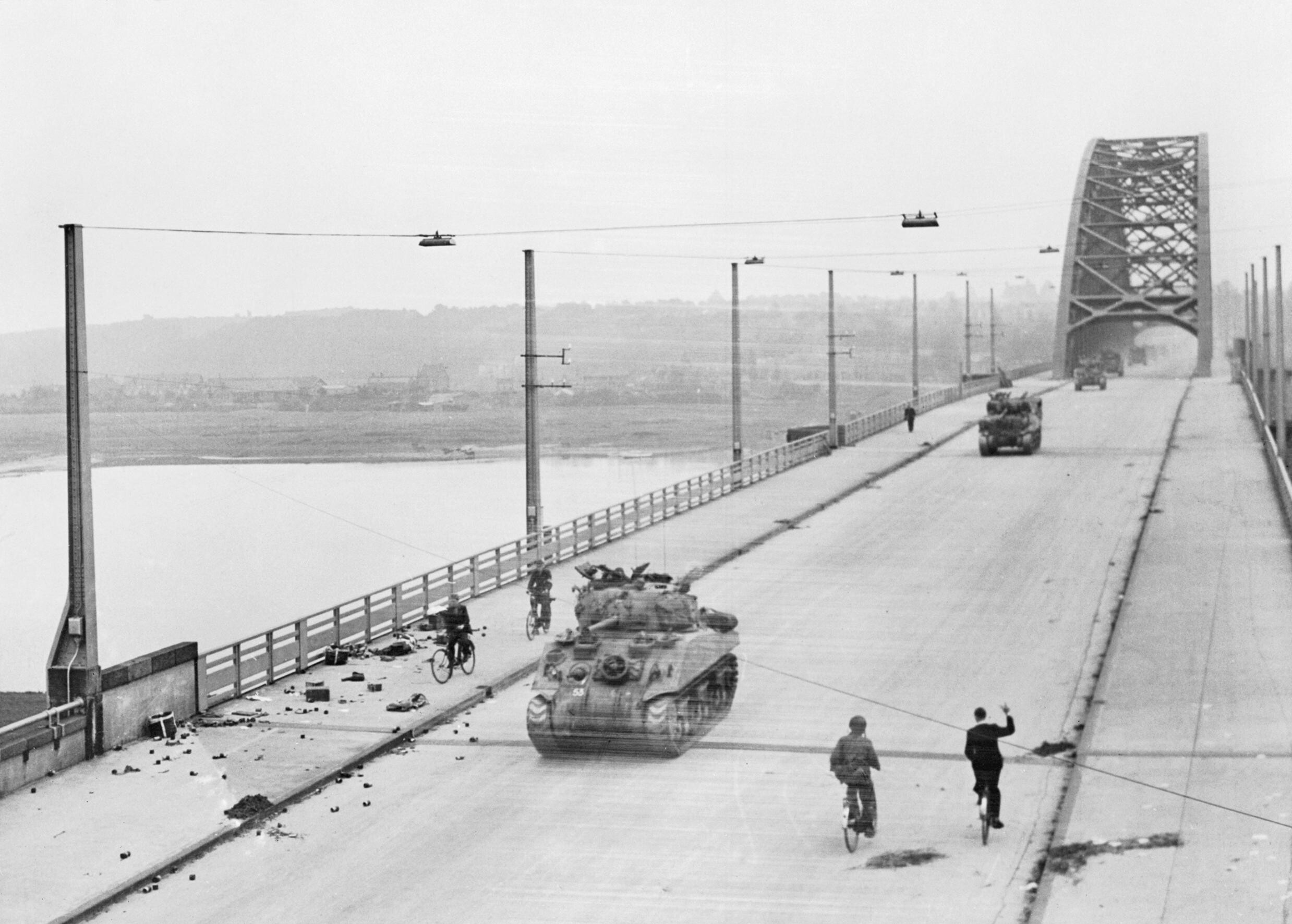
Het Britse 30e Legerkorps op de brug bij Nijmegen gedurende Operatie Market Garden

Het Britse 30e Legerkorps (XXX Corps) was een Brits legerkorps gedurende de Tweede Wereldoorlog.

## Noord-Afrikaanse Veldtocht
Het 30e Legerkorps speelde een grote rol in de westelijke woestijnveldtocht, waar het in eerste instantie geformeerd werd voor Britse gepantserde eenheden in Noord-Afrika ter voorbereiding van Operatie Crusader, de laatste Britse poging om de belegering van Tobroek te ontzetten. Het leed zware verliezen mede veroorzaakt door verouderde Britse tanktactieken (in bijzonder het bestormen van antitankgeschut) maar het Legerkorps wist uiteindelijk het Afrikakorps van Erwin Rommel te doen terugtrekken naar El Agheila in het centrale deel van Libië.

### El Alamein
Het uitgeputte 30e Legerkorps werd vervolgens teruggetrokken naar El Alamein; de laatste verdedigingspositie nabij de Nijl. Het was de enige plek in de woestijn waar de normale regel van woestijnoperaties ("Er is altijd een open flank") niet van toepassing was. Het Legerkorps kreeg het noordelijke deel van de linie toegewezen, op dit moment werd het door significante verliezen aan zowel manschappen als uitrusting versterkt door eenheden van XIII Corps met onder meer de 1st South African Division en 9th Australian Division. Rommels Afrikakorps, eveneens uitgeput, kon niet door het verbrijzelde 30e Legerkorps breken.

### Tunesië
Op 19 maart 1943 lanceerde het 30e Legerkorps een aanval op de Marethlinie als onderdeel van Operatie Pugilist, met het Britse 50th Infantry en 51st Infantry Division in de voorste linies. Het lukte hen een gat in de vijandelijke linies te veroorzaken maar verdere doorbraken werden verhinderd door de Duitse 15e pantserdivisie van Erwin Rommel. Gedurende Operation Supercharge II wist een eenheid onder het bevel van Lieutenant General Brian Horrocks, bestaande uit het New Zealand Corps en de 1st Armoured Division van het 10e Legerkorps, een flankerende positie (gecreëerd door Nieuw-Zeelanders tijdens Operatie Pugilist) te veroveren waarmee het de Duitse buitenwaartse posities gedurende de nacht van 26 op 27 maart wist te doorbreken. Dit forceerde de geflankeerde Duitsers zich noordelijk terug te trekken tot Wadi Akrit.

## Sicilië
Op 10 juli 1943 nam het XXX Corps deel aan de invasie van het Italiaanse eiland Sicilië. Het XXX Corps (onder leiding van Lieutenant General Oliver Leese) vormde de linkerflank van het Britse Achtste Leger. Het werd versterkt door de 1st Canadian Division, de 1st Canadian Armoured Brigade en de 231st Infantry Brigade welke bestond uit eenheden die op Malta waren gestationeerd. De 2nd New Zealand en de 4th Indian Division konden niet deelnemen daar zij eerder zware verliezen hadden geleden.
Het XXX Corps landde nabij Pachino en boekte vroege winst tegen de Italiaanse 206th Coastal Division en de Napoli Division. Op 18 juli was het Legerkorps al halverwege Messina. Hierna werd de opmars zeer vertraagd daar de bergachtige omgeving in het voordeel was van de goeduitgeruste verdedigers zoals de Duitsers van Gruppe Schmalz. De verdedigende troepen begonnen zich echter langzamerhand terug te trekken van Sicilië waarbij de Duitsers een felle strijd leverde. Tegen 17 augustus waren de laatste Duitse troepen uit Sicilië en waren de Geallieerden in controle. Het XXX Corps werd toen uit de linies gehaald en terug naar het Verenigd Koninkrijk gestuurd om heruitgerust en hertrained te worden voor Operatie Overlord.

## Noordwest Europa

### Slagorde
Bevelhebber Lieutenant-General Gerard Bucknall (tot 3 augustus 1944)
Lieutenant-General Brian Horrocks (vanaf 4 augustus 1944)
- Korpstroepen:
  - 11th Hussars (pantserwagens)
  - 73rd Anti-Tank Regiment
  - 27th Light Anti-Aircraft Regiment
  - 4th (Durham) Survey Regiment
  - XXX Corps Troops, Royal Engineers
  - XXX Corps Signals

- 5e Legergroep
  - 4th Regiment, Royal Horse Artillery
  - 7th Medium Regiment, Royal Artillery
  - 64th Medium Regiment, Royal Artillery
  - 84th (Sussex) Medium Regiment, Royal Artillery
  - 121st (West Riding) Medium Regiment, Royal Artillery
  - 52nd (Bedfordshire Yeomanry) Heavy Regiment, Royal Artillery

### Operatie Market Garden
Operatie Market Garden werd op 14.00 uur op zondag 17 september 1944 gelanceerd, het was het meest ambitieuze grondoffensief bij het Britse Leger van de gehele oorlog. Het werd echter ook geteisterd door problemen. De grond was te zacht voor de Sherman Tanks van de Irish Guards Battle Group, waardoor de gehele Guards Division gedwongen werd op een enkele hoofdweg te blijven. Terwijl het XXX Corps oprukte naar het noordoosten werd het duidelijk dat deze enkele hoofdweg zeer vatbaar was voor verkeersontstoppingen en tevens een doelwit was voor vijandelijke tegenaanvallen.
De hoofdelementen van het XXX Corps, de Guard Armoured Division, liepen in een hinderlaag van Duits antitankgeschut, wat vertragingen in het offensief veroorzaakte omdat de infanterie met de vijand moest afrekenen. Hierdoor wisten zij het doel van de 82nd Airborne Division niet te voltooien, en lukte het op de eerste dag zelfs niet om troepen van de 101st Airborne Division te bereiken. Op de tweede dag van operatie "Garden" rukte de Guards Armoured Division verder op ten noorden naar Eindhoven, waar zij elementen van het 2e bataljon van de 506th Parachute Infantry Regiment van de 101st Airborne Division bereikte. Vernomen werd toen dat het de 101st Airborne Division niet was gelukt de brug bij Son intact te veroveren en dat er zelfs nog meer vertragingen waren voordat genisten een pontonbrug konden maken.
Op de ochtend van de 19 september trok de Guards Armoured Division naar voren zonder veel weerstand tegen te komen, waar het de brug te Nijmegen op 20 september bereikte. Hier vernamen zij vervolgens dat het Amerikaanse 82nd Airborne Division was gefaald in de verkeersbrug te Nijmegen in handen te krijgen. Het XXX Corps bracht hierbij bootjes naar de voorste linies waarmee twee Compagnieën van de 82nd Airborne Division de rivier overstaken; de Waaloversteek. Uiteindelijk wisten zij de brug in handen te nemen. De Guards Armoured Division trok vervolgens naar voren en wist de noordelijke posities van de oever veilig te stellen.
Verder ten zuiden, in de sector van de 101st Airborne Division moesten eenheden van het XXX Corps los van het Korps strijden om de herhaaldelijke pogingen van de Duitse 106e Pantserbrigade om de hoofdweg af te snijden tegen te houden. De 231st Infantry Brigade en de 4th Armoured Brigade waren de meeste tijd van Operatie Market Garden bezig met Duitse Panthers en Panzergrenadiere van zich af te slaan. Hierdoor ontstonden grote ontstoppingen in het legerverkeer die de Guards Division (voornamelijk de 43rd Wessex Division) moesten versterken werden vertraagd. Tegen 21 september raakten de manschappen van de Guards Armoured Division uitgeput en Brian Horrocks werd zelf ook ziek, waardoor het bevel van het XXX Corps tijdelijk werd gevoerd door Brigadier General Staff (BGS) Brigadier Harold Pyman, waarvoor hij voor zijn verdiensten Chief of Staff van de Second Army zou worden na Operatie Market Garden.
Het Legerkorps streed vijf dagen lang continue tegen felle Duitse weerstand en was niet in staat het offensief nog langer vol te houden. De 4th Infantry (Wessex) Division werd naar de voorste linies gestuurd om het offensief voort te zetten welke het lukte elementen van de 10e SS-pantserdivisie te vernietigen die Nijmegen wisten te penetreren en naar de Nederrijn oprukte. Daar wist een bataljon (de 4th Dorsets) een afleidingsmanoeuvre te creëren zodat de 1st Airborne Division zich veiliger kon terugtrekken. Echter; vele soldaten van de 4th Dorsets werden hierdoor op de noordelijke bank van de Nederrijn zelf achtergelaten toen de divisie zich terugtrok. Het falen van het XXX Corps om zoals gepland bij de brug van Arnhem te komen veroorzaakte ervoor dat de meesten van de 1st Airborne Division sneuvelden, zichzelf overgaven of terugtrokken naar de 1st Polish Independent Brigade, waarmee het "Garden" gedeelte van de Operatie Market Garden effectief beëindigd werd.

### Slag om de Ardennen
Gedurende het Ardennenoffensief wisten eenheden van XXX Corps de bruggen over de Meuse in veiligheid te brengen. Op 27 december 1944 wist het Legerkorps de Duitse 2e Pantserdivisie uit Celles te verdrijven en op 31 december veroverde het Rochefort aan het westelijke eind van de saillant.

### Rijnlandoffensief
Het XXX Corps had het zwaar te verduren tijdens de strijd voorafgaande aan de oversteek van de Rijn. Onder het bevel van het Canadese 1e Leger samen met versterkende divisies, was het verantwoordelijk voor de succesvolle doch moeilijke doorbraak door het Reichswald, de eerste fase van Operatie Veritable in februari 1945. De daaropvolgende fases werden heraangewezen als Operatie Blockbuster. Het terrein maakte een front van twee Legerkorpsen mogelijk, met het XXX Corps verantwoordelijk zijnde voor het westelijke front tot het in aanraking kwam met elementen van het 9e Amerikaanse Leger te Geldern op 3 maart 1945.

## Bevelhebbers
- Augustus 1941 – oktober 1941 General Vyvyan Pope
- November 1941 – juli 1942 Lieutenant-General Willoughby Norrie
- Juli 1942 – september 1942 Lieutenant-General William Ramsden
- September 1942 – december 1943 Lieutenant-General Sir Oliver Leese
- Januari 1944 – juli 1944 Lieutenant-General Gerard Bucknall
- Augustus 1944 – december 1945 Lieutenant-General Brian Horrocks
- December 1945 – september 1946 Lieutenant-General Alexander Galloway